# Critérium de la première neige
Le critérium de la première neige est une compétition de ski alpin créée en 1955 à Val-d'Isère, remportée lors de sa première édition par le Chambérien Jean Bourdaleix, membre de l'équipe de France.

## Histoire
Jusqu'aux années 1950, la saison de ski alpin débutait début janvier. Le Club des sports de la jeune station de ski de Val d'Isère décida de mettre en place une compétition dès le mois de décembre et d'attirer à elle les skieurs en phase d'entraînement au cours de ce mois.
Les premières éditions furent surtout fréquentées par des skieurs français. À partir des années 1960, face aux résultats de l'équipe de France de ski alpin sur la scène internationale, les autres skieurs adoptèrent les méthodes d'entraînement françaises, incluant à leur programme le critérium de la première neige. 
Lors du Critérium de décembre 1981, l'ancien triple champion olympique Jean-Claude Killy et le député de la Savoie et président du Conseil général de la Savoie, Michel Barnier, lancent l'idée de l'organisation de Jeux olympiques d'hiver en Savoie,. Un an après, le 11 décembre 1982, une conférence de presse est organisée au cours du Critérium de la première neige. Jean-Claude Killy, Michel Barnier et Henri Dujol, le maire d'Albertville, annoncent officiellement la candidature de la ville et du département savoyard aux Jeux olympiques d'hiver de 1992.

## Coupe du monde de ski
C'est aujourd'hui une étape de la Coupe du monde qui se déroule sur la piste Oreiller-Killy avec arrivée sur le site de La Daille. Toutefois, en décembre 2008, et en prévision des championnats du monde 2009, les épreuves de vitesse du Critérium ont eu lieu sur la face de Bellevarde.
Si le critérium de la première neige ouvre la saison de ski en France, c'est la station autrichienne de Sölden qui a le privilège d'ouvrir la saison de la coupe du monde de ski sans discontinuité depuis la saison 2000-2001, le dernier week-end d'octobre. C'est en décembre 1981 que Val d'Isère remplit pour la dernière fois le rôle d'ouvreur de la coupe du monde, rôle tenu à onze reprises depuis la saison 1969.

## Palmarès

### Hommes
| Année     | Descente                         | Super-G                     | Slalom géant                       | Slalom               | Combiné            |
| 1955      | –                                | –                           | Jean Bourdaleix                    | Firmin Mattis        | Jean Bourdaleix    |
| 1956      | François Bonlieu                 | –                           | –                                  | Désiré Lacroix       | François Bonlieu   |
| 1957      | François Bonlieu                 | –                           | –                                  | Guy Périllat         | –                  |
| 1958      | –                                | –                           | Guy Périllat                       | Guy Périllat         | Guy Périllat       |
| 1959      | Adrien Duvillard                 | –                           | –                                  | Guy Périllat         | –                  |
| 1960      | Léo Lacroix                      | –                           | –                                  | Ludwig Leitner       | –                  |
| 1961      | –                                | –                           | Jean-Claude Killy                  | Adrien Duvillard     | Adrien Duvillard   |
| 1962      | –                                | –                           | Wolfgang Bartels                   | François Bonlieu     | François Bonlieu   |
| 1963      | –                                | –                           | Willy Favre                        | Wallace Werner       | Wallace Werner     |
| 1964      | –                                | –                           | François Bonlieu                   | François Bonlieu     | François Bonlieu   |
| 1965      | Jean-Claude Killy                | –                           | Jean-Claude Killy                  | Bengt-Erik Grahn     | Jean-Claude Killy  |
| 1966      | Léo Lacroix                      | –                           | Jean-Claude Killy                  | Bengt-Erik Grahn     | Jean-Claude Killy  |
| 1967-1968 | Jean-Claude Killy                | –                           | Gerhard Nenning                    | Karl Schranz         | Karl Schranz       |
| 1968-1969 | Henri Duvillard                  | –                           | Karl Schranz                       |                      | Karl Schranz       |
| 1969-1970 | Malcolm Milne                    | –                           | Gustav Thöni                       | –                    | –                  |
| 1970-1971 | Karl Cordin                      | –                           | Patrick Russel                     | –                    | –                  |
| 1971-1972 | Karl Schranz                     | –                           | Erik Håker                         | –                    | –                  |
| 1972-1973 | Reinhard Tritscher               | –                           | Piero Gros                         | –                    | –                  |
| 1973-1974 | Herbert Plank                    | –                           | Hansi Hinterseer                   | –                    | –                  |
| 1974-1975 | Franz Klammer                    | –                           | Piero Gros                         | –                    | –                  |
| 1975-1976 | Ken Read                         | –                           | Gustav Thöni                       | –                    | –                  |
| 1976-1977 | –                                | –                           | Phil Mahre Heini Hemmi             | –                    | –                  |
| 1977-1978 | Franz Klammer                    | –                           | Ingemar Stenmark                   | –                    | –                  |
| 1978-1979 | Pas de course                    | Pas de course               | Pas de course                      | Pas de course        | Pas de course      |
| 1979-1980 | Peter Wirnsberger                | –                           | Ingemar Stenmark                   | –                    | Phil Mahre         |
| 1980-1981 | Uli Spieß                        | –                           | –                                  | –                    | –                  |
| 1981-1982 | Franz Klammer                    | –                           | –                                  | –                    | –                  |
| 1982-1983 | Erwin Resch Conradin Cathomen    | Peter Müller                | –                                  | –                    | –                  |
| 1983-1984 | Franz Heinzer                    | Hans Enn                    | –                                  | –                    | Franz Heinzer      |
| 1984-1985 | Courses annulées                 | Courses annulées            | Courses annulées                   | Courses annulées     | Courses annulées   |
| 1985-1986 | Michael Mair                     | –                           | –                                  | –                    | –                  |
| 1986-1987 | Pirmin Zurbriggen                | Markus Wasmeier             | –                                  | –                    | –                  |
| 1987-1988 | Daniel Mahrer Pirmin Zurbriggen  | Markus Wasmeier             | –                                  | –                    | –                  |
| 1988-1989 | Pas de course                    | Pas de course               | Pas de course                      | Pas de course        | Pas de course      |
| 1989-1990 | Helmut Höflehner                 | Niklas Henning Steve Locher | –                                  | –                    | –                  |
| 1990-1991 | Leonhard Stock                   | –                           | –                                  | –                    | –                  |
| 1991-1992 | AJ Kitt                          | Marc Girardelli             | –                                  | –                    | –                  |
| 1992-1993 | –                                | Jan Einar Thorsen           | –                                  | Thomas Fogdö         | –                  |
| 1993-1994 | –                                | Günther Mader               | Christian Mayer                    | –                    | –                  |
| 1994-1995 | Josef Strobl Armin Assinger      | –                           | Michael von Grünigen               | –                    | –                  |
| 1995-1996 | Luc Alphand                      | Atle Skårdal                | –                                  | –                    | –                  |
| 1996-1997 | Fritz Strobl                     | Hans Knauß                  | –                                  | –                    | –                  |
| 1997-1998 | –                                | –                           | Michael von Grünigen               | –                    | –                  |
| 1998-1999 | Lasse Kjus                       | Hermann Maier               | –                                  | –                    | –                  |
| 1999-2000 | –                                | –                           | –                                  | –                    | –                  |
| 2000-2001 | Hermann Maier Alessandro Fattori | –                           | Hermann Maier Michael von Grünigen | –                    | –                  |
| 2001-2002 | Stephan Eberharter               | Stephan Eberharter          | Bode Miller                        | –                    | –                  |
| 2002-2003 | Stephan Eberharter               | –                           | Michael von Grünigen               | –                    | –                  |
| 2003-2004 | Courses annulées                 | Courses annulées            | Courses annulées                   | Courses annulées     | Courses annulées   |
| 2004-2005 | Werner Franz                     | –                           | Bode Miller                        | –                    | –                  |
| 2005-2006 | Michael Walchhofer               | –                           | –                                  | –                    | Michael Walchhofer |
| 2006-2007 | –                                | –                           | –                                  | –                    | –                  |
| 2007-2008 | Pierre-Emmanuel Dalcin           | –                           | –                                  | –                    | Bode Miller        |
| 2008-2009 | –                                | –                           | Carlo Janka                        | –                    | Benjamin Raich     |
| 2009-2010 | –                                | Michael Walchhofer          | Marcel Hirscher                    | –                    | Benjamin Raich     |
| 2010-2011 | –                                | –                           | Ted Ligety                         | Marcel Hirscher      | –                  |
| 2011-2012 | Courses annulées                 | Courses annulées            | Courses annulées                   | Courses annulées     | Courses annulées   |
| 2012-2013 | –                                | –                           | Marcel Hirscher                    | Alexis Pinturault    | –                  |
| 2013-2014 | –                                | –                           | Marcel Hirscher                    | Mario Matt           | –                  |
| 2014-2015 | Courses annulées                 | Courses annulées            | Courses annulées                   | Courses annulées     | Courses annulées   |
| 2015-2016 |                                  |                             | Marcel Hirscher                    | Henrik Kristoffersen |                    |
| 2016-2017 | Kjetil Jansrud                   | Kjetil Jansrud              | Mathieu Faivre Alexis Pinturault   | Henrik Kristoffersen |                    |
| 2017-2018 |                                  |                             | Alexis Pinturault                  | Marcel Hirscher      |                    |
| 2018-2019 |                                  |                             | Marcel Hirscher                    |                      |                    |
| 2019-2020 |                                  | Mauro Caviezel              |                                    | Alexis Pinturault    |                    |
| 2020-2021 | Martin Čater                     |                             |                                    |                      |                    |
| 2021-2022 |                                  |                             | Marco Odermatt                     | Clément Noël         |                    |
| 2022-2023 |                                  |                             | Marco Odermatt                     | Lucas Braathen       |                    |
| 2023-2024 |                                  |                             | Marco Odermatt                     |                      |                    |
| 2024-2025 |                                  |                             | Marco Odermatt                     | Henrik Kristoffersen |                    |

### Femmes[4]
| Saison    | Descente                            | Super-G                    | Slalom géant          | Slalom                     | Combiné              |
| 1955      |                                     |                            | J. Standford          | Z. Nowell                  | Z. Nowell            |
| 1956      |                                     |                            | A. Dusonchet          | F. Paget                   | F. Paget             |
| 1957      |                                     |                            |                       | Danièle Telinge            |                      |
| 1958      |                                     |                            |                       |                            |                      |
| 1959      | Thérèse Leduc (skieuse)             |                            |                       | Anne-Marie Leduc           |                      |
| 1960      | Traudl Hecher                       |                            |                       | Thérèse Leduc (skieuse)    |                      |
| 1961      |                                     |                            | Heidi Biebl           | Marielle Goitschel         | Heidi Biebl          |
| 1962      |                                     |                            | Barbara Henneberger   | Marielle Goitschel         | Marielle Goitschel   |
| 1963      |                                     |                            | Jean Saubert          | Annie Famose               | Jean Saubert         |
| 1964      |                                     |                            | Thérèse Obrecht       | Christine Goitschel        | E. Hilltbrand        |
| 1965      |                                     |                            | Christine Goitschel   | Patricia du Roy de Blicquy | Madeleine Bochatay   |
| 1966      |                                     |                            | Annie Famose          | Florence Steurer           | Annie Famose         |
| 1967      |                                     |                            | Florence Steurer      | Isabelle Mir               | Olga Pall            |
| 1968-1969 |                                     |                            | Françoise Macchi      | Wiltrud Drexel             | Wiltrud Drexel       |
| 1969-1970 |                                     |                            | Françoise Macchi      | Michèle Jacot              |                      |
| 1970-1971 | Isabelle Mir                        |                            |                       | Betsy Clifford             |                      |
| 1971-1972 | Jacqueline Rouvier                  |                            |                       | Rosi Mittermaier           |                      |
| 1972-1973 | Annemarie Moser-Pröll               |                            |                       | Pamela Behr                |                      |
| 1973-1974 | Annemarie Moser-Pröll               |                            |                       | Christa Zechmeister        |                      |
| 1974-1975 | Wiltrud Drexel                      |                            | Annemarie Moser-Pröll |                            |                      |
| 1975-1976 | Bernadette Zurbriggen               |                            |                       | Lise-Marie Morerod         |                      |
| 1976-1977 |                                     |                            | Lise-Marie Morerod    |                            |                      |
| 1977-1978 | Marie-Theres Nadig                  |                            | Lise-Marie Morerod    |                            |                      |
| 1978-1979 | Annemarie Moser-Pröll               |                            | Christa Kinshofer     |                            | Marie-Theres Nadig   |
| 1979-1980 | Marie-Theres Nadig                  |                            | Marie-Theres Nadig    |                            | Marie-Theres Nadig   |
| 1980-1981 | Marie-Theres Nadig                  |                            | Irene Epple           |                            | Marie-Theres Nadig   |
| 1981-1982 |                                     |                            | Irene Epple           |                            |                      |
| 1982-1983 | Doris De Agostini                   |                            | Erika Hess            |                            | Elisabeth Kirchler   |
| 1983-1984 | Irene Epple Maria Walliser          |                            | Erika Hess            |                            | Irene Epple          |
| 1984-1985 | Courses annulées                    | Courses annulées           | Courses annulées      | Courses annulées           | Courses annulées     |
| 1985-1986 | Michaela Gerg-Leitner Laurie Graham |                            |                       |                            | Erika Hess           |
| 1986-1987 | Michela Figini Laurie Graham        | Maria Walliser             |                       |                            |                      |
| 1987-1988 | Maria Walliser Chantal Bournissen   |                            |                       |                            |                      |
| 1988-1989 | Michela Figini                      |                            |                       |                            |                      |
| 1989-1990 |                                     |                            |                       |                            |                      |
| 1990-1991 |                                     |                            |                       |                            |                      |
| 1991-1992 |                                     |                            |                       |                            |                      |
| 1992-1993 |                                     |                            |                       |                            |                      |
| 1993-1994 |                                     |                            |                       |                            |                      |
| 1994-1995 |                                     |                            |                       |                            |                      |
| 1995-1996 |                                     | Alexandra Meissnitzer      | Martina Ertl-Renz     |                            |                      |
| 1996-1997 | Katja Seizinger                     | Hilde Gerg Katja Seizinger |                       |                            |                      |
| 1997-1998 | Katja Seizinger                     | Katja Seizinger            | Deborah Compagnoni    | Ylva Nowén                 | Hilde Gerg           |
| 1998-1999 |                                     | Alexandra Meissnitzer      | Alexandra Meissnitzer |                            |                      |
| 1999-2000 |                                     | Isolde Kostner             | Michaela Dorfmeister  |                            |                      |
| 2000-2001 |                                     | Régine Cavagnoud           |                       |                            |                      |
| 2001-2002 |                                     | Hilde Gerg                 | Sonja Nef             |                            |                      |
| 2002-2003 |                                     | Carole Montillet           | Karen Putzer          |                            |                      |
| 2003-2004 | Courses annulées                    | Courses annulées           | Courses annulées      | Courses annulées           | Courses annulées     |
| 2004-2005 |                                     |                            |                       |                            |                      |
| 2005-2006 | Lindsey Vonn                        | Michaela Dorfmeister       |                       |                            |                      |
| 2006-2007 | Julia Mancuso Lindsey Vonn          |                            |                       | Marlies Schild             |                      |
| 2007-2008 |                                     |                            |                       |                            |                      |
| 2008-2009 |                                     |                            |                       |                            |                      |
| 2009-2010 |                                     | Fränzi Aufdenblatten       |                       |                            | Lindsey Vonn         |
| 2010-2011 | Lindsey Vonn                        |                            |                       |                            | Lindsey Vonn         |
| 2011-2012 |                                     |                            |                       |                            |                      |
| 2012-2013 | Lara Gut-Behrami                    |                            |                       |                            |                      |
| 2013-2014 | Marianne Kaufmann-Abderhalden       |                            | Tina Weirather        |                            |                      |
| 2014-2015 | Lindsey Vonn                        | Elisabeth Görgl            |                       |                            |                      |
| 2015-2016 | Lara Gut-Behrami                    |                            |                       |                            | Lara Gut-Behrami     |
| 2016-2017 | Ilka Štuhec                         | Lara Gut-Behrami           |                       |                            | Ilka Štuhec          |
| 2017-2018 |                                     | Lindsey Vonn Anna Veith    |                       |                            |                      |
| 2018-2019 | Courses annulées                    | Courses annulées           | Courses annulées      | Courses annulées           | Courses annulées     |
| 2019-2020 | Courses annulées                    | Courses annulées           | Courses annulées      | Courses annulées           | Courses annulées     |
| 2020-2021 | Corinne Suter Sofia Goggia          | Ester Ledecká              |                       |                            |                      |
| 2021-2022 | Sofia Goggia                        | Sofia Goggia               |                       |                            |                      |
| 2022-2023 | Pas d'épreuve femmes                | Pas d'épreuve femmes       | Pas d'épreuve femmes  | Pas d'épreuve femmes       | Pas d'épreuve femmes |
| 2023-2024 | Jasmine Flury                       | Federica Brignone          |                       |                            |                      |